# Sounds Of The Season
Sounds of the Season: The Enya Collection é o quarto EP da cantora, compositora e musicista irlandesa Enya, lançado em 28 de novembro de 2006, pela Rhino Custom Products e NBCUniversal, exclusivamente nas lojas Target dos Estados Unidos. Nele, estão os clássicos natalinos mais conhecidos.
O EP é uma coleção de seis canções de Natal, quatro das quais foram incluídas na Edição Especial de Natal do sexto álbum de estúdio da cantora, Amarantine (2005). No Canadá, o EP foi lançado pela Warner Bros. e Warner Music Canada, sob o nome Christmas Secrets EP, contendo quatro faixas.

## Lista de faixas
Todas as músicas compostas por Enya; todas as letras escritas por Roma Ryan (exceto faixas 2, 4 e 5, escritas por Enya e Roma Ryan); todas as faixas produzidas por Nicky Ryan (faixas 1, 3 e 6 são canções populares, arranjadas por Enya e Nicky Ryan).
| Sounds of the Season: The Enya Collection – Edição estadunidense |                                 |         |  |
| N.º                                                              | Título                          | Duração |  |
| 1.                                                               | "Adeste, Fideles"               | 3:59    |  |
| 2.                                                               | "The Magic of The Night"        | 3:32    |  |
| 3.                                                               | "We Wish You a Merry Christmas" | 3:41    |  |
| 4.                                                               | "Christmas Secrets"             | 3:45    |  |
| 5.                                                               | "Amid the Falling Snow"         | 3:37    |  |
| 6.                                                               | "Oíche Chiúin" (Silent Night)   | 3:45    |  |
| Duração total:                                                   | Duração total:                  | 22:19   |  |

| Christmas Secrets EP – Edição canadense de Sounds of the Season: The Enya Collection |                                 |         |  |
| N.º                                                                                  | Título                          | Duração |  |
| 1.                                                                                   | "Adeste, Fideles"               | 3:59    |  |
| 2.                                                                                   | "The Magic of The Night"        | 3:32    |  |
| 3.                                                                                   | "We Wish You a Merry Christmas" | 3:41    |  |
| 4.                                                                                   | "Christmas Secrets"             | 3:45    |  |
| Duração total:                                                                       | Duração total:                  | 14:57   |  |